# Les Châtelliers-Châteaumur

Les Châtelliers-Châteaumur este o comună în departamentul Vendée, Franța. În 2009 avea o populație de 711 de locuitori.